# Foniké Menguè
Pour les articles homonymes, voir Mengue et Sylla (homonymie).

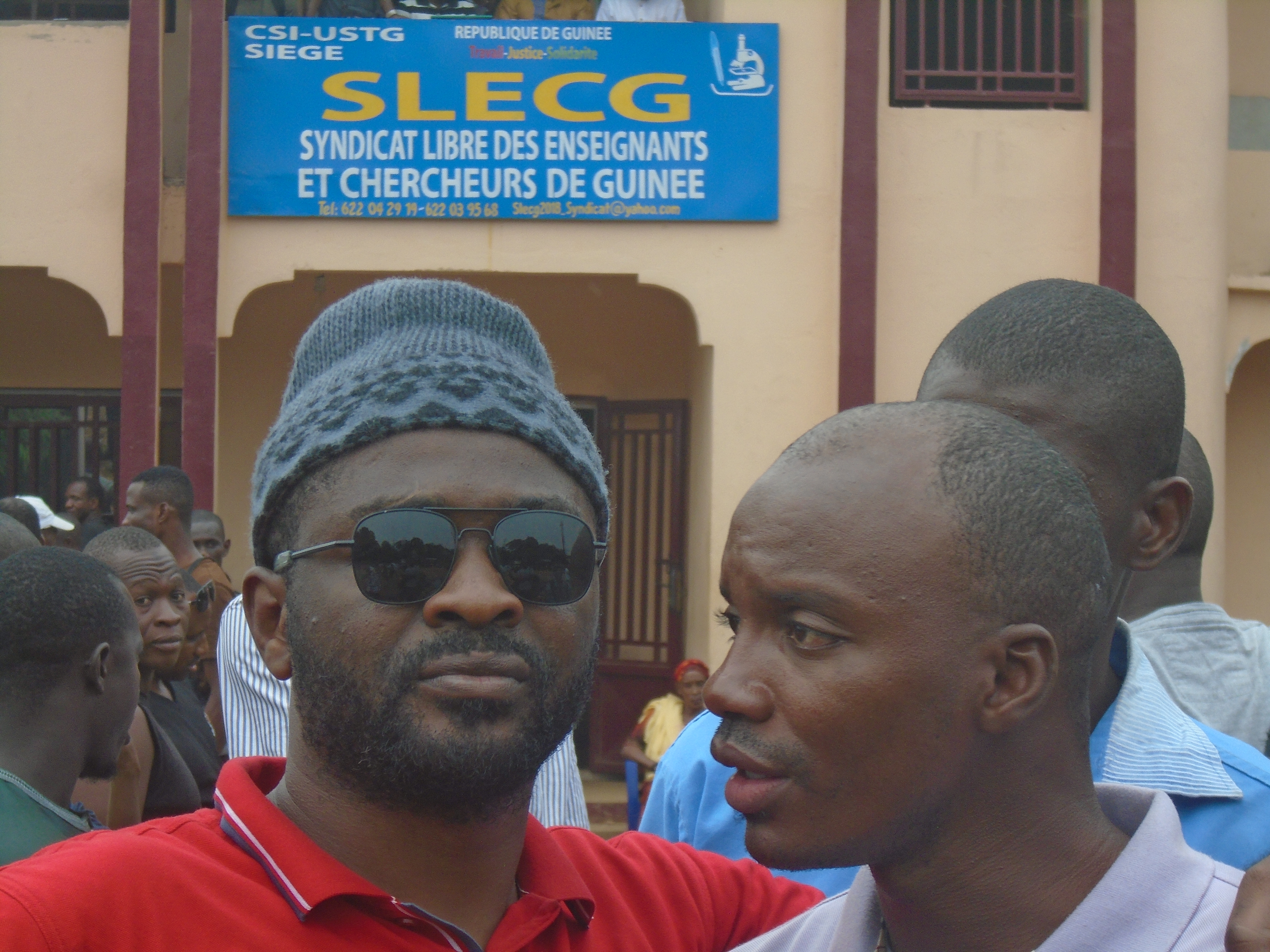
Foniké Menguè et Ibrahim Diallo au siège du SLECG.

Foniké Menguè, de son vrai nom Oumar Sylla, né en 1987, est un auteur, journaliste et activiste guinéen. 
Il est le coordinateur national du FNDC depuis le 3 février 2022.
Il est emprisonné à deux reprises par le régime d'Alpha Condé de 2020 en 2021, et par le pouvoir militaire dirigé par Mamadi Doumbouya de 2022 en 2023 et depuis le 9 juillet 2024.

## Biographie

### Études
Diplôme en 2010 de l'université Général Lansana Conté, il est membre du bureau des étudiants et entraîneur de l’équipe de football de ladite université.

### Activiste
En 2014, Foniké Menguè rejoint le mouvement social en Guinée et à l'international. Dans la pensée du fondateur de la république de Guinée, Sékou Touré, il crée plusieurs mouvements de jeunesse, à savoir la Voix du Peuple (VDP), le Mouvement un Jeune Président en 2020 (MJP2020) et le Mouvement sékoutouréiste, des forces sociales de Guinée qui militent pour la promotion de la démocratie et la bonne gouvernance dans le pays et également le Front national pour la défense de la Constitution (FNDC).
Après l'arrestation d'Abdourahmane Sanoh et d'autres, il en a été le coordinateur par intérim jusqu'à leurs libérations ; depuis le 3 février 2022, il est le coordinateur national du FNDC en remplacement d'Abdouramane Sanoh.

### Journalisme
Depuis mai 2017, Foniké Menguè est animateur d'émissions axées sur le civisme, la citoyenneté et la bonne gouvernance sur la radio Continentale 98.8 FM et principalement l'émission politique en langue nationale soussou Bontouyi.

## Arrestation et détention
Le 17 avril 2020, il est interpellé par des agents des forces de l'ordre et fait prisonnier pour divulgation de fausses informations avant d'être relaxé le 27 août 2020 par le tribunal de Dixinn,.
Le 29 septembre 2020, il est de nouveau interpellé par des forces de l’ordre au pont de Gbessia à Conakry et après deux mois de prison sans jugement, il entame le 25 décembre 2020 une grève de la faim pour protester contre sa détention provisoire prolongée à la Maison Centrale de Conakryjusqu'à la programmation de son procès le 11 janvier 2021,.
Le 28 janvier 2021, il est condamné à 11 mois de prison ferme par le juge en première instance au tribunal de Mafanco pour participation à un attroupement susceptible de troubler l’ordre public.
Après le renvoi de l’affaire au 10 juin 2021, le juge de la cour d'appel de Conakry le condamne à son tour à 3 ans de prison ferme,,.
Le 5 juillet 2022, il est mis au arrêt ainsi que deux autres membres du FNDC a savoir Djanii Alpha et Billo Bah.
Le 8 juillet 2022, ils ont été libérés par le tribunal de première instance de Dixinn  pour délit non constitué.
Dans la nuit du 29 au 30 juillet 2022, il est arrêté à son domicile à 1h40 du matin par des hommes en uniforme à la suite de l’appel du parquet général de l’arrestation des organisateurs du marche du 28 juillet 2022 à l’appel du mouvement FNDC.
Le 1er aout 2022, il est inculpé et est place sous mandat de dépôt a la maison central de Conakry après un passage au tribunal de premier instance de Dixinn.
Le 18 novembre 2022, il a perdue sa mère de suite de maladie à Paris, les conseils, les collaborateurs du coordinateur national du Front pour la Défense de la Constitution et son frère Mamadou Sylla , plaident pour sa mise en liberté, afin qu’il puisse assister aux funérailles de sa maman, qui sera refusée.
Le 10 mai 2023, Foniké Mengué et compagnons sont libérés, à la demande des religieux qui font office d'arbitrage dans la négociation entre les forces vives et le gouvernement guinéen qui a abouti à leur jugement puis leur libération,.
Dans le nuit du 9 juillet 2024, Foniké Menguè et Billo Bah ont été kidnappé.
Le 16 juillet, dans un communiqué de presse le parquet général près la cour d’appel de Conakry, nie toute implication ou connaissance de leurs lieu de détention. Le procureur général Fallou Doumbouya, dit informé l’opinion nationale et internationale qu’« aucun organe d'enquête n'a procédé à aucune interpellation ou arrestation de qui que ce soit ; mieux aucun établissement pénitentiaire du pays ne détient ces personnes faisant objet d'enlèvement. ».

## Demande de libération
Depuis son arrestation, plusieurs ONG, personnalités politiques de la Guinée et à l'international appellent à sa libération. 
Le 25 mai 2020, le député français de la Seine-Saint-Denis et membre de la commission de la défense nationale et des forces armées avait invité le chef de la politique étrangère de la France Jean-Yves Le Drian pour la libération de Foniké.
Pendant qu'il est incarcéré pour la seconde fois, Amnesty International France lance une pétition pour demande la libération de Foniké,,.
Tournons la page et le mouvement Y'en a marre ont demandé la libération de l'activiste guinéen.
Depuis leurs kidnappings la nuit du 9 juillet 2024, les appeler à leurs libérations fuse de partout en Guinée, notamment les forces vives de Guinée, le barreau de Guinée, le syndicat de presse professionnel de Guinée. Et à l’international des ONG et hommes politiques notamment Guy Marius Sagna au parlement de CEDEAO ou Jean-Luc Mélenchon sur X.

### Libération
Après le coup d'État du 5 septembre 2021, le CNRD a ordonné la libération des prisonniers politiques dès le lendemain. 
Foniké Menguè sera libéré dans la soirée du 7 septembre 2021 de la prison centrale de Conakry.

## Ouvrages
- 2023 : Débout pour la patrie, édité par la maison d'édition Les Plumes Inspirées[36].